# Aéroport de Berbera
L'aéroport de Berbera (code IATA : BBO • code OACI : HCMI) est l'aéroport de la ville de Berbera, située dans le nord-ouest de la province de Woqooyi Galbeed, au Somaliland. Un nouveau terminal et 12 km de clôture ont été construits en 2015. 

## Historique
L'aéroport dispose d'une piste de 4 140 m (soit 13 583 pieds), ce qui en fait l'une des plus longues du continent africain. La piste a été construite par l' Union soviétique (URSS) au milieu des années 1970 afin de contrer la présence militaire des États-Unis dans la région.  
Il a été loué par la NASA pour un coût de 40 millions de dollars américains par an et utilisé comme site d'atterrissage d'urgence pour la navette spatiale de 1980 à 1991, lorsque le gouvernement de l'ancien président somalien Siad Barre s'est effondré.
En 2012, le ministère de l'Aviation civile du Somaliland a engagé Tekleberhan Ambaye Construction Plc (TACON) en coentreprise avec Afro-Tsion Contracting and Investment Company pour construire un nouveau terminal et une clôture périphérique à l'aéroport de Berbera. L'entreprise de niveau 1 avait auparavant construit divers bâtiments en Éthiopie , notamment le bureau du président de la région d' Oromia , l'usine d'engrais Yayu, l' université Jimma , l'université Mekelle .et Collège de formation technique et professionnelle de la région de Gambella. Une coentreprise avec Afro-Tsion Contracting and Investment Company, la conception du projet a été conçue par les consultants internationaux Technocrates en coentreprise avec Afro-Tsion Contracting and Investment Company. Il a coûté 83 millions de birr éthiopiens au total, dont 3 millions de birr étaient destinés à TACON.
En mars 2015, le président du Somaliland Ahmed Mohamed Mohamoud a officiellement inauguré le nouveau terminal et la clôture de l'aéroport, en présence de responsables de Djibouti, d'Éthiopie et du Yémen . Le terminal a été construit sur un terrain de 3 200 m 2 (34 000 pieds carrés) et dispose de diverses installations, notamment des équipements de sonorisation et de communication, des points de transfert et de contrôle des bagages, des contrôles de sécurité, un camion-citerne, des balances de capacité de 200 kg (440 lb), et une route goudronnée menant vers la piste. La clôture de l'aéroport mesure également 12 km (7,5 mi) de long. 

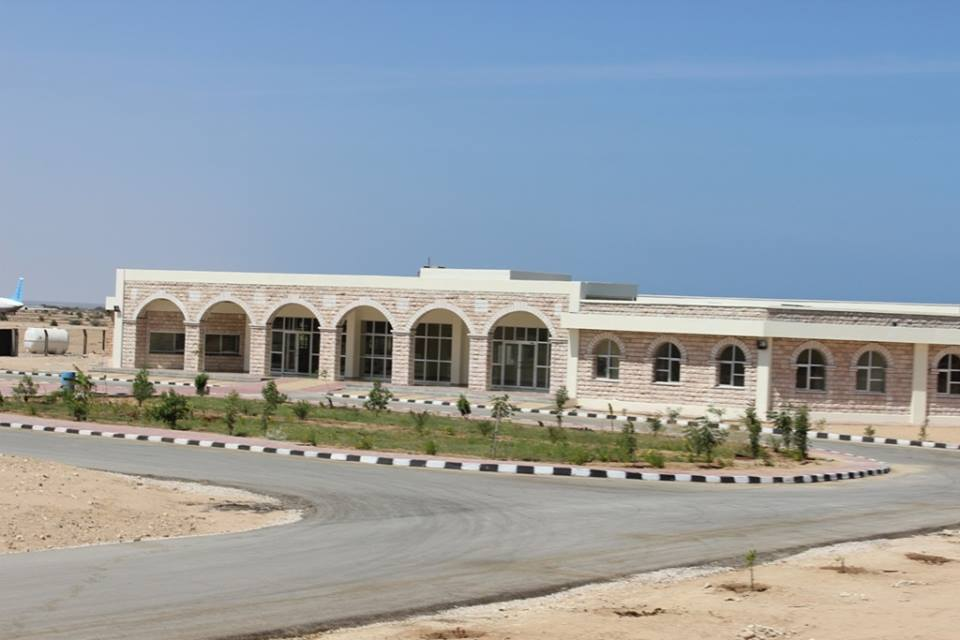
Terminal de l'aéroport de Berbera.

## Situation
L'aéroport est le deuxième du Somaliland en termes de fréquentation.
| Berbera Burao Hargeisa Borama Erigavo Las Anod Kalabaydh Ismail Mire |

## Compagnies aériennes et destinations
Air Djibouti et African Express Airways effectuent des vols réguliers vers l'aéroport. Ethiopian Airlines propose également des vols vers Berbera quelques fois par année.
| Compagnies              | Destinations |
| ----------------------- | --- |
| Air Djibouti            | Djibouti-Ambouli |
| African Express Airways | Aden (suspendu), Bosaso, Hargeisa, Le Caire, Dubaï, Gaal Kacyo, Mogadiscio-Aden Adde (Petrella), Nairobi-J. Kenyatta, Charjah, Wajir (en) |

Édité le 12/06/2018